# Huejutla de Reyes (kommun)
Huejutla de Reyes är en kommun i Mexiko.   Den ligger i delstaten Hidalgo, i den sydöstra delen av landet, 200 km norr om huvudstaden Mexico City.
Följande samhällen finns i Huejutla de Reyes:
- Huejutla de Reyes
- Chililico
- Tehuetlán
- Ixcatlán
- Parque de Poblamiento Solidaridad
- Chalahuiyapa
- Machetla
- Las Chacas
- Ahuatempa
- La Candelaria
- Los Otates
- Xocotitla
- Rancho Viejo
- Axcaco
- Macustepetla
- Coamila
- Zapotitla
- Aguacatitla
- Ámaxac
- Cruztitla
- Aquixcuatitla
- Corral Blanco
- Ixcatépec
- Zohuala
- Hueynali
- La Curva Tlaltzintla
- Cochiscuatitla
- Atalco
- Tepeolol
- Cacateco
- Poxtla Ixcatlán
- Ateixco
- El Chote
- Palzoquiapa
- Coco Chico
- Coxhuaco II
- La Pastora
- Chiquemecatitla
- Lemontitla
- Zacapetlayo
- Palzoquico
- San Antonio
- Coyoltzintla
- El Naranjal
- Tepetate
- Atappa
- Tacuatitla
- Apetlaco
- Terrero
- Ecuatitla
- Tulaxtitla
- Coco Grande
- Axihuiyo
- Temaxcaltitla
- Xiloco
- Tancha
- Tepemalintla
- Cuachiquiapa
- Xochititla
- Achichípil
- El Ojite
- Humotitla Coyuco
- La Esperanza
- Ahuatitla
- Ojtlamekayo
- La Peña
- Rancho Nuevo Macuxtepetla
- Talnepantipa
- Santa María
- Ecuatzintla
- Acoyotipa
- Xochitzintla
- Tetzahapa
- Ahuehuetitla
- Colonia Rancho la Güera
- Rancho Nuevo
- Colonia Tepoxtequito Santa Mónica
- Coyuco Nuevo
- Coyotepec
- Xilipatitla